# Maladera shihzitouensis
Maladera shihzitouensis är en skalbaggsart som beskrevs av Kobayashi 2002. Maladera shihzitouensis ingår i släktet Maladera och familjen Melolonthidae. Inga underarter finns listade i Catalogue of Life.